# Coleophora politella
Coleophora politella é uma espécie de mariposa do gênero Coleophora pertencente à família Coleophoridae.